# Sudharmono
Sudharmono, né le 12 mars 1927 à Gresik, province de Java oriental, et mort le 25 janvier 2006, était un homme d'État indonésien. Il fut vice-président de 1988 à 1993 sous la dictature de Soeharto.